# Monster (album B’z)
MONSTER – piętnasty album studyjny japońskiego zespołu B’z, wydany 28 czerwca 2006 roku. Osiągnął 1 pozycję w rankingu Oricon i pozostał na liście przez 19 tygodni, sprzedał się w nakładzie 539 708. Album zdobył status podwójnej platynowej płyty.

## Lista utworów
| Nr  | Tytuł                                                                   | Czas |
| --- | ----------------------------------------------------------------------- | ---- |
| 1.  | „ALL-OUT ATTACK”                                                        | 4:11 |
| 2.  | „SPLASH!”                                                               | 3:33 |
| 3.  | „Yuruginai mono hitotsu” (jap. ゆるぎないものひとつ)                    | 4:38 |
| 4.  | „Koi no Summer Session” (jap. 恋のサマーセッション Koi no Samā Sesshon) | 3:28 |
| 5.  | „Kemuri no sekai” (jap. ケムリの世界)                                   | 3:05 |
| 6.  | „Shōdō ~MONSTER MiX~” (jap. 衝動 〜MONSTER MiX〜)                       | 3:17 |
| 7.  | „Mugon no Promise” (jap. 無言のPromise)                                 | 4:57 |
| 8.  | „MONSTER”                                                               | 4:53 |
| 9.  | „Netemo Sametemo” (jap. ネテモサメテモ)                                 | 3:26 |
| 10. | „Happy Birthday”                                                        | 3:54 |
| 11. | „Pierrot” (jap. ピエロ Piero)                                           | 3:13 |
| 12. | „Amadare Blues” (jap. 雨だれぶるーず Amadare Burūzu)                    | 6:17 |
| 13. | „Ashita mata yō ga noboru nara” (jap. 明日また陽が昇るなら)             | 4:52 |
| 14. | „OCEAN ~2006 MiX~”                                                      | 5:26 |

## Notowania
| Lista                                 | Pozycja |
| ------------------------------------- | ------- |
| Oricon Weekly Albums Chart            | 1       |
| Oricon Monthly Albums Chart           | 1       |
| Oricon Yearly Albums Chart (rok 2006) | 20      |

## Muzycy
- Tak Matsumoto: gitara, kompozycja i aranżacja utworów
- Kōshi Inaba: wokal, teksty utworów, aranżacja, harmonijka ustna (#9)
- Shane Gaalaas: perkusja
- Akihito Tokunaga: gitara basowa, chórek (#1, #4-6, #8, #10), aranżacja
- Akira Onozuka: keyboard (#4-5, #7, #12-13)
- Osamu Ueishi: trąbka (#4, #12)
- Azusa Tōjō: puzon (#4, #12)
- Miyazaki Takahiro: saksofon (#4, #12)
- Kazuhiro Takeda: saksofon (#4, #12)
- Naoko Ishibashi: skrzypce (#7)
- Tomomi Tokunaga: skrzypce (#3)
- MAKI NAGATA: skrzypce (#7-8)
- TAKAHASHI MAYU： altówka (#7)
- ONUKI EIKO： wiolonczela (#7)
- TAMA MUSIC strings： instrumenty smyczkowe (#3, #8, #14)
- Shin'ichirō Ōta: chórek (#1, #4-6, #8, #10, #13-14)
- Shiori Takei: chórek (#4, #10)
- Hazuki Morita: chórek (#4, #10)
- Natsuki Morikawa: chórek (#4, #10)
- GOW： glos (#7)
- Jay Baumgardner: Mixing Engineer
- Sergio Chavez: inżynier dźwięku